# مجتمع کوره‌های آجرپزی علی‌آباد
مجتمع کوره‌های آجرپزی علی‌آباد یک منطقهٔ مسکونی در ایران است که در دهستان رستاق شهرستان اشکذر واقع شده‌است. مجتمع کوره‌های آجرپزی علی‌آباد ۲۶۵ نفر جمعیت دارد.